# Finale Europacup II 1990
De finale van de Europacup II van het seizoen 1989/90 werd gespeeld op 9 mei 1990 in het Ullevi in Göteborg. Sampdoria versloeg RSC Anderlecht na verlenging met 2–0. De Italiaanse spits Gianluca Vialli scoorde beide doelpunten. Het is tot op heden de laatste keer dat RSC Anderlecht de finale van een Europees bekertoernooi bereikte.

## Achtergrond
Voor RSC Anderlecht was het de eerste Europese finale sinds de verloren UEFA Cupfinale van 1984. De Brusselaars hadden de Europacup II al eens gewonnen in 1976 en 1978. Voor trainer Aad de Mos was het de tweede Europese finale in drie jaar tijd. In 1988 had hij de trofee al eens gewonnen met KV Mechelen. Het Sampdoria van de Joegoslavische trainer Vujadin Boškov stond voor het tweede jaar op rij in de finale. In 1989 hadden de Noord-Italianen verloren van FC Barcelona.
Aad de Mos oefende in de aanloop naar de finale met een basisploeg waarin ook aanvaller Luc Nilis een plaats had. De Mos koos er uiteindelijk voor om Nilis naast de ploeg te zetten zodat hij met Milan Janković kon starten. Nilis nam het De Mos erg kwalijk dat hij in de finale niet mocht starten en pas in de verlenging mocht invallen. Na de finale kreeg Nilis van bondscoach Guy Thys te horen dat hij niet mee naar het WK in Italië mocht omdat hij in de Europacupfinale op de bank was gestart.

## Wedstrijdverslag
Sampdoria had in de eerste helft de meeste kansen. Bij een hoekschop kopte Pietro Vierchowod de bal hard richting doel, maar doelman Filip De Wilde kon het leer net voor de doellijn tegenhouden. Roberto Mancini kreeg nadien een grote kans na een verre uittrap van Gianluca Pagliuca. Georges Grün schatte de uittrap verkeerd in en kopte de bal te zacht richting zijn eigen doelman. Mancini probeerde van de inschattingsfout te profiteren door de bal voorbij De Wilde richting het lege doel te tikken, maar Guy Marchoul kon net op tijd terugkeren om de bal voor de doellijn weg te trappen. Vervolgens was er ook nog een schietkans voor Giovanni Invernizzi. Marc Van Der Linden legde de bal te hard terug op zijn ploeggenoot Guy Marchoul, die het leer daardoor niet onder controle kreeg. Invernizzi ging met de bal aan de haal, maar stuitte in het strafschopgebied met zijn schot op de uitgekomen De Wilde. 
In tegenstelling tot Sampdoria kon Anderlecht in de eerste helft niet veel kansen afdwingen. Milan Janković probeerde het met een afstandsschot over de grond en Georges Grün kopte een voorzet van Patrick Vervoort hoog over. Na de pauze waren er voor beide teams weinig kansen. Middenvelder Fausto Pari snelde Marchoul voorbij, maar ook hij kreeg de bal niet voorbij de uitgekomen De Wilde. Bij RSC Anderlecht probeerde Arnór Guðjohnsen te scoren via een schuiver, maar zijn schot was te zacht en te centraal geplaatst om Pagliuca te verschalken.
In de verlengingen greep De Mos in door Luc Nilis, die al een lange tijd aan het opwarmen was, in te brengen voor Marc Degryse. Enkele minuten later scoorde Sampdoria een eerste keer. Invaller Fausto Salsano schoot hard op doel. De Wilde kon het schot niet tegenhouden en zag hoe de bal via de paal terug in zijn richting vloog. De doelman kreeg het leer echter niet meteen onder controle, waardoor Gianluca Vialli kon profiteren en de bal in het lege doel duwde. In de tweede verlenging scoorde Vialli een tweede keer door een harde voorzet van Mancini binnen te koppen.  RSC Anderlecht kreeg nadien nog een kleine kans via Guðjohnsen, die een voorzet van Vervoort in de handen van Pagliuca kopte.
|                          |                   |              |                |                                                                                  |
| 9 mei 1990 20:15 (UTC+2) | UC Sampdoria      | 2 – 0 (n.v.) | RSC Anderlecht | Ullevi, Göteborg Toeschouwers: 20.103 Scheidsrechter: Bruno Galler (Zwitserland) |
| 9 mei 1990 20:15 (UTC+2) | Vialli 105', 107' |              |                | Ullevi, Göteborg Toeschouwers: 20.103 Scheidsrechter: Bruno Galler (Zwitserland) |

| Sampdoria | Anderlecht |

| UC Sampdoria:  |    |                     |            |
|                |    |                     |            |
| GK             | 1  | Gianluca Pagliuca   |            |
| RB             | 2  | Moreno Mannini      |            |
| CB             | 6  | Luca Pellegrini     |            |
| CB             | 5  | Pietro Vierchowod   |            |
| LB             | 3  | Amedeo Carboni      |            |
| RM             | 7  | Giovanni Invernizzi | 55'        |
| CM             | 8  | Srečko Katanec      | 93'        |
| CM             | 4  | Fausto Pari         |            |
| LM             | 11 | Giuseppe Dossena    |            |
| CF             | 10 | Roberto Mancini     |            |
| CF             | 9  | Gianluca Vialli     | Kreeg geel |
| Invallers:     |    |                     |            |
| GK             | 12 | Giulio Nuciari      |            |
| DF             | 13 | Marco Lanna         |            |
| MF             | 14 | Attilio Lombardo    | 55'        |
| MF             | 15 | Fausto Salsano      | 93'        |
| MF             | 16 | Víctor Muñoz        |            |
| Coach:         |    |                     |            |
| Vujadin Boškov |    |                     |            |

| RSC Anderlecht: |    |                     |            |
|                 |    |                     |            |
| GK              | 1  | Filip De Wilde      |            |
| RB              | 2  | Georges Grün        |            |
| CB              | 3  | Guy Marchoul        |            |
| CB              | 4  | Stephen Keshi       |            |
| LB              | 5  | Wim Kooiman         | Kreeg geel |
| RM              | 8  | Arnór Guðjohnsen    |            |
| CM              | 6  | Charly Musonda      |            |
| CM              | 10 | Milan Janković      | 114'       |
| LM              | 7  | Patrick Vervoort    |            |
| CF              | 9  | Marc Degryse        | 104'       |
| CF              | 11 | Marc Van Der Linden |            |
| Invallers:      |    |                     |            |
| GK              | 12 | Ranko Stojić        |            |
| DF              | 13 | Donald Van Durme    |            |
| FW              | 14 | Luc Nilis           | 104'       |
| FW              | 15 | Luis Oliveira       | 114'       |
| FW              | 16 | Gert Verheyen       |            |
| Coach:          |    |                     |            |
| Aad de Mos      |    |                     |            |